# إدغار لويس
إدغار لويس (بالإنجليزية: Edgar Lewis)‏ هو فلاح وسياسي أسترالي، ولد في 12 فبراير 1902 في فريمانتل في أستراليا، وتوفي في 26 أبريل 1992 في أستراليا. حزبياً، نشط في Western Australian National Party ‏. وقد انتخب عضو الجمعية التشريعية لأستراليا الغربية.